# Tipo de interés natural

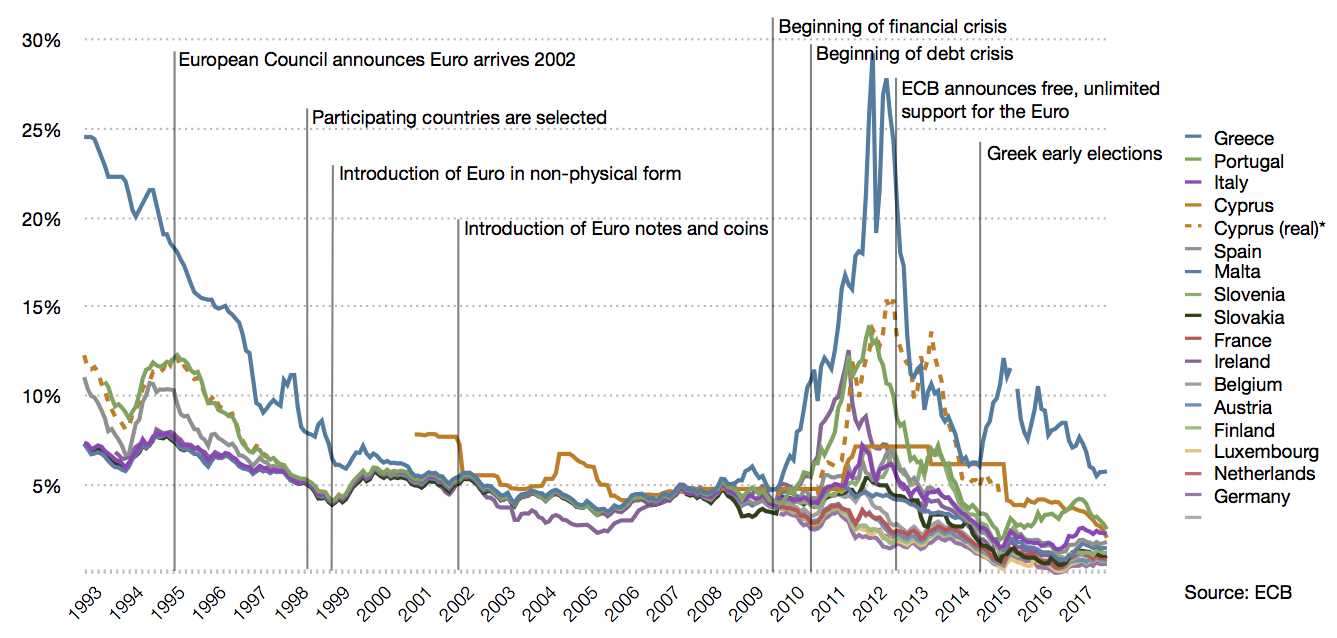
Evolución 1993-2017 de los tipos de interés en varios países de la eurozona

El tipo de interés natural, tasa de interés natural, tipo de interés neutral, tasa de interés neutral, tipo de interés neutro o tasa de interés de equilibrio es la tasa de interés real (descontando la inflación) que sostiene la economía en pleno empleo/máxima producción mientras mantiene la inflación constante. No se puede observar directamente. Más bien, los responsables políticos y los investigadores económicos intentan estimar el tipo de interés natural de una economía como guía para la política monetaria, utilizando generalmente diversos modelos económicos. Cuando a un mismo período de una misma economía se le aplican diferentes modelos, se obtienen diferentes resultados, lo que hace que este indicador económico sea incierto. Es objeto de debate si se trata de una cifra fija para una economía o varía a lo largo del tiempo.

## Historia
Eugen von Böhm-Bawerk utilizó el término "interés natural" en su obra Capital e intereses, escrita en la década de 1880, pero el concepto en sí fue originado por el economista sueco Knut Wicksell, quien en 1898 publicó un estudio que definía el tipo de interés natural como el que llevaría a una economía al equilibrio de precios agregados si todos los préstamos se realizaran sin referencia al dinero. En otras palabras del autorː «un tipo de interés para los préstamos que es neutral respecto a los precios de las materias primas y no tiende ni a subirlos ni a bajarlos». Se habla de precios agregados para referirse a un índice de precios al consumidor (IPC), que precisamente se confecciona agregando precios de productos individuales.
Basándose en Wicksell, John Maynard Keynes introdujo el término «tipo de interés natural» en su Tratado sobre el dinero (1930).
Durante algún tiempo no se realizó ningún otro trabajo significativo sobre la idea de un tipo de interés natural, en parte porque el estudio de Wicksell se publicó originalmente en alemán y no estuvo fácilmente disponible en inglés hasta 1936. Además, en ese momento los bancos centrales no fijaban los tipos de interés (solo emitían dinero). En esa época no había preocupación política por el nivel de los tipos de interés.
Cuando durante la década de 1990 los objetivos de las políticas monetarias de los bancos centrales comenzaron a cambiar, el concepto empezó a atraer más atención y el término "tipo de interés neutral" (neutral rate en inglés) reemplazó gradualmente a "tipo de interés natural". 

Curvas IS y LM

La decisión de la Reserva Federal de Estados Unidos de utilizar su fijación del tipo de interés a corto plazo como su principal herramienta para controlar la inflación condujo a un creciente interés de investigación sobre el tipo de interés natural. Utilizando modelos macroeconómicos, este concepto puede definirse como el tipo de interés para el que la curva IS interseca con la línea de producción potencial (una línea vertical que corta el eje X en el valor del PIB potencial). La idea que se encuentra detrás es que, si el banco central de un país establece como tipo de interés el tipo de interés natural, entonces la economía de ese país crecerá a su ritmo máximo posible sin aumentar la inflación.

## Discusión reciente
Una buena parte de los últimos debates sobre política económica, tanto en Estados Unidos como en otros países, se ha centrado en la idea del tipo de interés natural. Tras la crisis financiera de 2007-2008 (a veces denominada "crisis financiera mundial"), los principales bancos centrales de los principales países aumentaron rápidamente la liquidez y promovieron que los tipos de interés (en particular los de corto plazo) se situaran en niveles muy bajos. Este planteamiento propició mucha discusión entre los responsables de la política económica sobre cuáles podrían ser los niveles adecuados de tipos de interés (tanto a corto como a largo plazo). 
En 2017, por ejemplo, los analistas del banco central canadiense, el Banco de Canadá, argumentaron que el tipo de interés natural en Canadá había disminuido significativamente después de la crisis financiera mundial. La disminución a largo plazo del tipo de interés natural en Estados Unidos se ha analizado en un estudio preparado para el Simposio Económico de Jackson Hole de 2021 organizado por el Banco de la Reserva Federal de Kansas City.

## r asterisco
Entre los responsables de la política económica, en los documentos oficiales y académicos, la tasa de interés natural suele representarse como r*. Aunque en inglés existe la palabra asterisk, estos 2 caracteres suelen leerse como r-star.
El tipo de interés natural es objeto de mucha atención porque las cuestiones económicas clave para los responsables de la política económica, en cualquier momento, giran en torno a la relación entre r* (intrínseco de la economía, calculable a través de modelos) y los tipos de interés a largo plazo en ese momento (que esos mismos responsables fijan para conseguir objetivos económicos). Surgen preguntas, por ejemplo, sobre si los tipos actuales están por debajo o por encima de r*, cuál es la diferencia, o con qué rapidez se debería cerrar esa brecha. 
Cuestiones más amplias también suscitan mucho debate, como por ejemplo si el tipo de interés natural mundial (global r-star) es estable o si varía a lo largo del tiempo, y en este caso, cuáles son los factores subyacentes (económicos, sociales, demográficos) que inducen esa variación. Este es un concepto cuestionable, porque si bien se habla de la "economía mundial", en realidad hay múltiples economías funcionando a la vez, cada una de las cuales tendrá un tipo de interés natural. En el mismo año el tipo de interés natural de Francia será diferente del de Japón, y este, del de Argentina. Obviamente se puede hablar de un tipo de interés natural promedio (por ejemplo por PIB), o de las principales economías.

Williams ha argumentado que cada vez queda más claro que el r* mundial ha disminuido en los últimos años: 
La evidencia de una disminución considerable de r* en las distintas economías es convincente. El promedio ponderado de las estimaciones para 5 áreas económicas principales (Canadá, la zona del euro, Japón, el Reino Unido y los Estados Unidos) ha disminuido al 0,5 %. Esto representa 2 puntos porcentuales por debajo del tipo natural promedio que prevaleció en las 2 décadas anteriores a la crisis financiera. Un aspecto sorprendente de estas estimaciones es que no muestran señales de volver a los niveles normales anteriores, aun cuando las economías se han recuperado de la crisis. Dadas las olas demográficas y la desaceleración sostenida del crecimiento de la productividad en todo el mundo, no veo motivos para esperar que el r* vuelva a niveles más altos en el futuro previsible. ... La caída global de r* seguirá planteando desafíos importantes para la política monetaria.

## Otras variables con asterisco
Los principales responsables de la política económica y otros economistas a menudo debaten el nivel del tipo de interés natural (r*) en relación con varias otras variables económicas clave, a veces también vistas como "estrellas". La palabra inglesa star y la española estrella tienen el significado de «persona que sobresale extraordinariamente en su profesión». Por extensión también se puede hablar de un "tema estrella". Pero el que en inglés algunas variables económicas se nombren con star no quiere decir que sean protagonistas de los análisis económicos.
En agosto de 2018, el presidente del Sistema de la Reserva Federal de los Estados Unidos (la "Fed"), Jay Powell, analizó con cierto detalle las relaciones entre algunas de estas variables. Señaló que el tipo de interés natural debía considerarse en relación con la tasa natural de desempleo (a menudo mencionada como u-star, escrita u*) y el objetivo de inflación (pi-star, escrito Π*). 
Powell recordó que el enfoque convencional para la formulación de políticas económicas era que «los responsables de estas políticas deberían guiarse por estas estrellas» (alude a que los navegantes de siglos pasados se guiaban por las estrellas del firmamento). Sin embargo, dijo, aunque navegar por las estrellas puede parecer sencillo (la navegación de barcos mediante las estrellas no era para nada fácil), en la práctica «guiar la política según las estrellas... ha sido bastante difícil últimamente, porque nuestras mejores estimaciones de la ubicación de las estrellas han estado cambiando significativamente». Powell revisó la historia de los intentos de estimar la ubicación de las "estrellas" durante un período de 40 años (1960-2000) y señaló que, con el tiempo, había habido revisiones significativas de las estimaciones de las posiciones de las estrellas. La comparación puede inducir a confusiónː las estrellas del firmamento no cambian su posición aparente para un observador en el mar (y por eso permiten orientarse a los navegantes), pero los estudios han demostrado que estos indicadores económicos que se escriben con asterisco sí cambian significativamente de valor. 

## Variaciones entre países
Las estimaciones del tipo de interés natural varían según el país y con el tiempo dentro del mismo país. Se cree que esto se debe a que los factores subyacentes que influyen en este indicador económico son diferentes según los países. Las estimaciones del tipo de interés natural en Australia realizadas en 2017 por el Banco de la Reserva de Australia, por ejemplo, sugieren que el tipo de interés natural en Australia es quizás algo más alto que en la zona de Estados Unidos y el euro. El tipo de interés natural de Estados Unidos en 2023 se situaría en torno al 2,5 % nominal (para hallar el real habría que restarle la inflación), mientras que en la Eurozona rondaría el 2,0 % nominal.